# Ligeria
Ligeria – rodzaj muchówek z rodziny rączycowatych (Tachinidae).

## Wybrane gatunki
- L. angusticornis (Loew, 1847)[1]
- L. latigena Wood, 1985[2]
- L. rostrata Herting, 1971